# Bovekerke
Bovekerke är en ort i Belgien.   Den ligger i provinsen Västflandern och regionen Flandern, i den västra delen av landet, 100 km väster om huvudstaden Bryssel. Bovekerke ligger 12 meter över havet och antalet invånare är 1 000.
Terrängen runt Bovekerke är platt. Runt Bovekerke är det tätbefolkat, med 369 invånare per kvadratkilometer.. Närmaste större samhälle är Oostende, 18,1 km norr om Bovekerke. 
Trakten runt Bovekerke består till största delen av jordbruksmark.